# Cultura de Bielorrusia

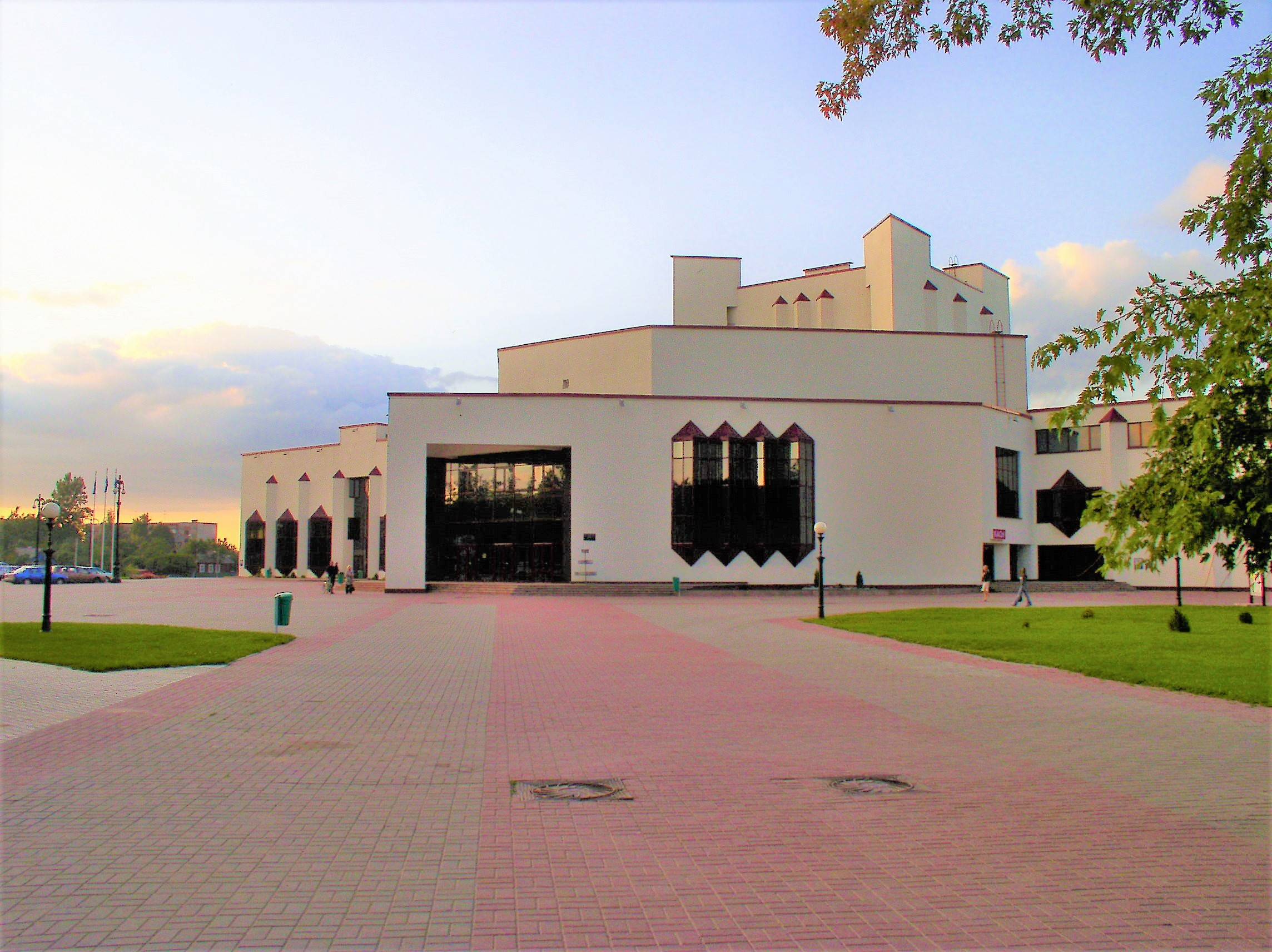
Palacio de la cultura en Maladzechna

La cultura de Bielorrusia es producto de un milenio de evolución bajo la influencia de diversos factores y condiciones. Entre estos se destacan la geografía y el medio ambiente; el trasfondo etnográfico del pueblo de Bielorrusia (la mezcla de los migrantes eslavos con los nativos bálticos); el paganismo de los colonos originales y los pueblos originarios; la cristiandad bizantina como nexo entre la religión ortodoxa y su tradición literaria; la falta de fronteras naturales del país; los ríos que fluyen hacia el Mar Negro y el Mar Báltico; y el conjunto de religiones que se practican en la región (Catolicismo, Ortodoxos, Judaísmo, e Islam).
Una influencia Occidental temprana sobre la cultura de Bielorrusia fueron los estatutos bajo el Derecho de Magdeburgo que otorgaron derechos de autogobierno municipal y estaban basados en las leyes de las ciudades alemanas. Estos derechos fueron concedidos en los siglos catorce y quince por Duques y Reyes, a varias ciudades, incluidas Brest, Hrodna, Slutsk, y Minsk. La tradición de autogobierno no solo permitió facilitar los contactos con Europa Occidental sino que también alentó la confianza en los recursos y capacidades propias, y un sentimiento de responsabilidad cívica.

## Historia
En 1517-19 Frantsishak Skaryna (ca. 1490-1552) tradujo la Biblia al idioma vernáculo (Bielorruso Antiguo). Durante el régimen comunista, la obra de Skaryna fue muy subestimada, pero al retomar Bielorrusia su independencia Skaryna se convirtió en una fuente de inspiración para la conciencia nacional que emergió como también para propugnar la defensa del idioma bielorruso y sus ideas humanistas.
Entre los siglos catorce y diecisiete, mientras que las ideas del humanismo, el renacimiento, y la reforma se desarrollaban en Europa Occidental, las mismas también eran debatidas en Bielorrusia a causa de las relaciones comerciales existentes y porque los hijos de los nobles y burgueses se educaban en universidades occidentales. Los movimientos de la Reforma y la Contrarreforma también contribuyeron en gran medida a la creación de obras polémicas como también a diseminar las imprentas y escuelas.
Durante los siglos diecisiete y dieciocho, cuando Polonia y Rusia mantenían profundas conexiones políticas y culturales con Bielorrusia al asimilar la nobleza en sus culturas respectivas, los gobernantes tuvieron éxito en asociar la cultura de Bielorrusia con costumbres de pastores y campesinos, el folclore, vestimentas y costumbres étnicas, con una pátina de cristiandad. Este fue el punto de partida de algunos activistas nacionalistas que intentaron obtener el grado de Estado para su nación a finales del siglo diecinueve y comienzos del siglo veinte.
El desarrollo de la literatura de Bielorrusia, diseminó la idea de nacionalidad entre los bielorrusos, lo cual fue epitomizado por las obras literarias de Yanka Kupala (1882-1942) y Yakub Kolas (1882- 1956). Las obras de estos poetas, junto con las de otros importantes escritores, se han convertido en los clásicos de la literatura moderna de Bielorrusia al producir numerosas obras sobre temas rurales (el ambiente rural es donde los escritores podían escuchar a la gente expresarse en el idioma bielorruso) y al propugnar la modernización del idioma de Bielorrusia, que se había utilizado muy poco desde el siglo dieciséis. Los autores que se desarrollaron luego de la independencia en la década de 1990 continuaron recurriendo a los temas rurales en gran medida.
Aunque la literatura dedica gran atención a la vida rural, otros campos de la cultura tales como la pintura, escultura, música, cinematografía y el teatro se ocupan de la realidad urbana, y problemáticas y valores universales.